# 立花麻理
立花 麻理（たちばな まり、1981年8月3日 - ）は、元TVQ九州放送のアナウンサー。埼玉県さいたま市浦和区出身で、岩手県盛岡市育ち。

## 人物・経歴
小学生の頃に親の仕事の都合で岩手県盛岡市へ引っ越し、以後実家は盛岡である。高校時代は新体操部に所属し、インターハイにも出場した。
共立女子大学国際文化学部卒業後の2004年に入社。他局からの移籍が多いTVQでは珍しく生え抜きのアナウンサーである。小規模局ということもあり、入社時の新人研修はテレビ東京本社で“同期”の松丸友紀、滝井礼乃と共に受けていた。TVQでは看板アナウンサーとして各ジャンルで活動し、地上デジタル放送推進大使も務めた。
2012年8月、1つ年上の音楽家と結婚。その後も仕事メインで活動していたが、2014年に第1子を妊娠。8月から出産・育児休暇に入り、2015年9月に復帰した。
TVQでは、立花の産休・育休に伴い、元南日本放送アナウンサーの古山かおりを代役の契約アナウンサーとして採用した。
2022年7月末をもってTVQを退社。

## エピソードなど
- 地デジ大使仲間でRKB毎日放送に勤めていた川添麻美（陸上選手の今井正人と結婚し退社）とは、大学時代ラジオDJのアルバイトを共にしていた。
- 2010年3月で退社した義山望は自分より入局は遅いものの四国放送でアナウンサーの経験があり、年齢・キャリアでは先輩。自らのブログでも、時折その親交を披露していた。義山がミヤギテレビ入社により福岡を離れる際も食事をしたときのことで複数のブログ記事を投稿している。
- スタイル抜群、爽やかな笑顔で週刊誌に「注目の地方局の女子アナウンサー」として紹介されている。
- 2009年12月にロングだった髪型を「高校生以来（本人談）」となるショートカットにイメージチェンジをした[2]。
- 公式ブログの更新頻度は高く、休日や年末年始もほぼ毎日更新されている。産休入り後も時折日々の様子を綴っている。
- 2010年2月から順次福岡県内で放送されているアナログテレビ放送終了告知CM「地デジバンドシリーズ」ではヴォーカルを務めた。
- 2010年7月4日に放送された「モヤモヤさまぁ〜ず2」の「博多編」に博多案内人として出演。その際、当時MCを務めていたテレビ東京のアナウンサーで福岡県人の大江麻理子（2013年からニューヨーク駐在）と交流がある事を語っている。

## 過去の担当番組
- VIVA!SPORTAS MC
- TVQスーパースタジアム（土曜日の副音声実況放送、その場合上記番組は休止）
- NEWS FINE FUKUOKA
- ばりすご☆ボイガー7（準レギュラー）
- 原口あきまさの福岡耳よりTV "ふくみみ"
- カンパニーファイル九州 レポーター
2007年度から期間限定で制作。2008年は7月28日から9月29日まで、月曜日10:54-11:00に放送。
- あかりSTORY（ナレーション）
- 九州けいざいNOW（不定期）
- キッズムービー
- @らいふTV
- ルックアップふくおか （週末チェッキュウ!!担当、金曜日、2014年5月頃まで）
- ルックアップふくおか （キャスター担当、主に金曜日、2014年5月頃から2014年8月1日まで）
- 週末夕方のTXNニュース ローカルパート（不定期）
- ふくサテ!
- Cafe7（かふぇなな）
前身はチェッキュウ!!。

### ナレーション
- きらり九州めぐり逢い
- 土曜の夜は!おとななテレビ
- ホークス＋

## 連載
- B.L.T.九州版コラム（2005年11月号 - 2012年12月号）